# تیم ملی فوتسال زنان ایران
تیم ملی فوتسال زنان ایران به نمایندگی از کشور ایران در بازی‌های بین‌المللی شرکت می‌کند و توسط فدراسیون فوتبال ایران سازماندهی می‌شود.

## تاریخچه
حضور تیم ملی فوتسال بانوان در رقابت‌های برون مرزی ابتدا فقط به بازی‌های تدارکاتی با کشورهای همسایه خلاصه می‌شد. دایره حضور بین‌المللی تیم ملی فوتسال بانوان در سال‌های بعد به رقابت‌های غرب آسیا و تورنمنت‌های معتبر هم رسید. پس از آن گام بسیار بزرگ دیگر حضور در جام جهانی کوچک زنان بود که زنان فوتسالیست در دو دوره آن (۲۰۱۲ و ۲۰۱۳) شرکت کردند. حضور در رقابت‌های داخل سالن آسیا و در نهایت حضور در جام ملت‌های آسیا گام بعدی بود.
کشور اردن در سال ۱۳۸۴ از تیم فوتبال زنان ایران برای شرکت در مسابقات قهرمانی فوتبال زنان غرب آسیا دعوت کرد. دولت ایران در یک حرکت بسیار قابل توجه برای ورزش زنان با تشکیل یک تیم موافقت کرد و از آنجا، تلاش برای پیدا کردن استعدادها در باشگاه‌های فوتسال آغاز شد.

## دستاوردها
تیم ملی فوتسال زنان ایران در مسابقات قهرمانی فوتسال زنان آسیا ۲۰۱۵ که در کشور مالزی برگزار شد با پیروزی ۵ بر ۲ مقابل تیم ملی ژاپن قهرمان این مسابقات شد.
تیم ملی فوتسال ایران در رقابت‌های قهرمانی آسیا در سال ۲۰۱۸ که با میزبانی تایلند برگزار شد با زدن پنج گل به ژاپن، روی سکوی شماره یک آسیا ایستاد. ایران پیش از ژاپن مقابل ترکمنستان، ازبکستان و چین پیروز شده بود. در نیمه نهایی هم ویتنام را از پیش رو برداشته بود.
سارا شیربیگی، خانم گل مسابقات قهرمانی فوتسال آسیا در سال ۲۰۱۸ شد. او به همراه فاطمه اعتدادی و آنا آشیمیرو (بازیکن تیم ملی ژاپن) با ۹ گل زده در صدر گلزنان این دوره از مسابقات قرار گرفتند، اما به دلیل پاس گل بیشتر، هت تریک بیشتر و ملاک‌های مورد نظر دیگر، تندیس خانم گلی آسیا به او رسید. همچنین فرشته کریمی با ۶ گل زده پس از ساچیهیا (بازیکن تیم ملی تایلند) به عنوان سومی در جدول گلزنان این دوره از مسابقات دست یافت. فرزانه توسلی نیز به عنوان بهترین دروازه‌بان این مسابقات انتخاب گردید. ایران همچنین به عنوان تیم اخلاق این رقابت‌ها انتخاب شد و نسیمه غلامی، کاپیتان تیم ایران، جایزه بازی جوانمردانه را دریافت کرد.

## حواشی
نیلوفر اردلان، بازیکن ملی پوش فوتسال ایران در راه سفر تیم ملی به رقابت‌های جام ملت‌های آسیا ۲۰۱۵ مالزی با مخالفت همسر خود مهدی توتونچی مواجه شد و نتوانست کاروان تیم ملی را در این تورنمنت همراهی کند؛ موضوعی جنجالی که به سوژه رسانه‌ها بدل شد و پس از پیگیری‌های فراوان و با کسب مجوز از دادستانی کل کشور، اردلان توانست همراه ملی‌پوشان به مسابقات قهرمانی فوتسال زنان جهان ۲۰۱۵ گواتمالا سفر کند.

## رکوردهای تیمی

### برد یکطرفه
ایران ۳۲–۱ ترکمنستان ۲ مهر ۱۳۸۴

### تعداد بازی‌های ملی
در ۲۲ آوریل ۲۰۲۴ از نظر تعداد بازی ملی در رده چهارم جهان و اول آسیا قرار دارد:
1. اسپانیا ۱۶۶ بازی
2. روسیه ۱۴۸ بازی
3. پرتغال ۱۴۲ بزی
4. ایران ۱۳۲ بازی
5. برزیل ۹۹ بازی

### رنکینگ
در سال ۲۰۲۴ در رده نهم جهان و دوم آسیا قرار دارد.

## فهرست بازیکنان

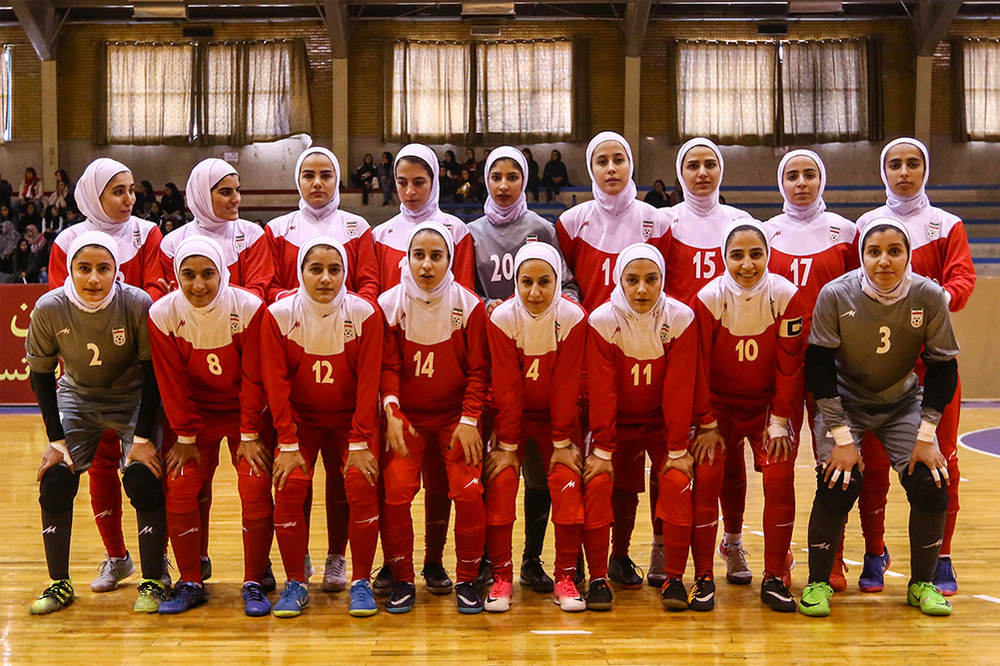
تیم ملی فوتسال زنان ایران در سال ۱۳۹۷

#### ترکیب فعلی
فرزانه توسلی، طاهره مهدی‌پور، مهدیه محمودی‌نیا، فاطمه رحمتی، سارا شیربیگی، فرشته خسروی، فرشته کریمی، الهام عنافچه، زهرا کیانی، نسیمه غلامی، نسترن مقیمی، مارال ترکمان، مهتاب بنایی و فاطمه حسینی

#### فهرست بازیکنان در سال ۲۰۲۰[۷]
- الهام عنافچه
- راحله رفیعی‌زاده
- مهسا علی‌مددی
- یاسمن پاکجو
- شهین افلاکی
- معصومه محمدگنجی
- مهسا نظری
- هما آقایی
- فاطمه سهرابی
- سحر زمانی
- فاطمه خدایی
- زهرا احمدی‌زاده
- مهتاب بنایی
- نسرین قمی
- مهناز علیزاده
- نسیم نوازنده
- رقیه صومعه
- مطهره مصطفایی
- لیلا خدابنده‌لو
- مهدیه محمودی‌نیا

فهرست بازیکنان در سال ۲۰۱۸:
- نسیمه غلامی (ک)
- فرشته کریمی
- فرزانه توسلی
- آرزو صدقیانی‌زاده
- طاهره مهدی پور
- فاطمه پاپی
- فرشته خسروی
- فاطمه ارژنگی
- رؤیا کلاتی
- مهسا کمالی
- نسترن مقیمی
- زهرا لطف‌آبادی
- سارا شیربیگی
- فهیمه زارعی
- لیلا خدابنده‌لو
- فاطمه اعتدادی
- مهتاب بنایی
- نرجس کریمی‌نسب
- نجمه کریمی‌نسب

فهرست بازیکنان در سال ۲۰۱۵:
- نیلوفر اردلان (ک)
- فاطمه اعتدادی
- نسیمه غلامی
- فرشته کریمی
- فرزانه توسلی
- سارا شیربیگی
- نغمه مرادی
- اعظم آخوندی
- طاهره مهدی‌پور
- فاطمه شریف
- زهره میثمی
- سحر پاپی
- سپیده زرین‌راد
- سهیلا ملمولی
- زهرا قلی‌زاده
- فهیمه زارعی
- مهسا نظری

## نتایج

### جام جهانی
ایران به اولین دوره جام جهانی فوتسال ۲۰۲۵ راه یافته است.

### مسابقات جهانی غیررسمی
با نام فوتسال ورلد تورنمنت بین سال‌های ۲۰۱۰ تا ۲۰۱۵ برگزار می‌شد.
| رکورد مسابقات جهانی | رکورد مسابقات جهانی | رکورد مسابقات جهانی | رکورد مسابقات جهانی | رکورد مسابقات جهانی | رکورد مسابقات جهانی | رکورد مسابقات جهانی | رکورد مسابقات جهانی | رکورد مسابقات جهانی | رکورد مسابقات جهانی |
| Year                | Result              | M                   | W                   | D                   | L                   | GF                  | GA                  | GD                  | Points              |
| ------------------- | ------------------- | ------------------- | ------------------- | ------------------- | ------------------- | ------------------- | ------------------- | ------------------- | ------------------- |
| 2010                | did not enter       | did not enter       | did not enter       | did not enter       | did not enter       | did not enter       | did not enter       | did not enter       | did not enter       |
| 2011                | did not enter       | did not enter       | did not enter       | did not enter       | did not enter       | did not enter       | did not enter       | did not enter       | did not enter       |
| 2012                | 7th place           | ۵                   | ۲                   | ۰                   | ۳                   | ۹                   | ۱۵                  | –۶                  | ۶                   |
| 2013                | 5th place           | ۴                   | ۲                   | ۰                   | ۲                   | ۱۷                  | ۱۳                  | +۴                  | ۶                   |
| 2014                | did not enter       | did not enter       | did not enter       | did not enter       | did not enter       | did not enter       | did not enter       | did not enter       | did not enter       |
| 2015                | 7th place           | ۴                   | ۱                   | ۰                   | ۳                   | ۴                   | ۱۲                  | –۸                  | ۳                   |
| Total               | ۳/۶                 | ۱۳                  | ۵                   | ۰                   | ۸                   | ۳۰                  | ۴۰                  | –۱۰                 | ۱۵                  |

### قهرمانی آسیا
| قهرمانی فوتسال زنان آسیا | قهرمانی فوتسال زنان آسیا | قهرمانی فوتسال زنان آسیا | قهرمانی فوتسال زنان آسیا | قهرمانی فوتسال زنان آسیا | قهرمانی فوتسال زنان آسیا | قهرمانی فوتسال زنان آسیا | قهرمانی فوتسال زنان آسیا | قهرمانی فوتسال زنان آسیا | قهرمانی فوتسال زنان آسیا |
| سال                      | نتایج                    | M                        | W                        | D                        | L                        | GF                       | GA                       | GD                       | Points                   |
| ------------------------ | ------------------------ | ------------------------ | ------------------------ | ------------------------ | ------------------------ | ------------------------ | ------------------------ | ------------------------ | ------------------------ |
| ۲۰۱۵                     | قهرمان                   | ۵                        | ۵                        | ۰                        | ۰                        | ۲۱                       | ۳                        | +۱۸                      | ۱۵                       |
| ۲۰۱۸                     | قهرمان                   | ۵                        | ۵                        | ۰                        | ۰                        | ۳۷                       | ۶                        | +۳۱                      | ۱۵                       |
| ۲۰۲۵                     | سوم                      | '                        | '                        | '                        | '                        | '                        | '                        | '                        | '                        |
| مجموع                    | ۳/۳                      | ۱۰                       | ۱۰                       | ۰                        | ۰                        | ۵۸                       | ۹                        | +۴۹                      | ۳۰                       |

### بازی‌های داخل سالن آسیا
| بازی‌های آسیایی داخل سالن و هنرهای رزمی | بازی‌های آسیایی داخل سالن و هنرهای رزمی | بازی‌های آسیایی داخل سالن و هنرهای رزمی | بازی‌های آسیایی داخل سالن و هنرهای رزمی | بازی‌های آسیایی داخل سالن و هنرهای رزمی | بازی‌های آسیایی داخل سالن و هنرهای رزمی | بازی‌های آسیایی داخل سالن و هنرهای رزمی | بازی‌های آسیایی داخل سالن و هنرهای رزمی | بازی‌های آسیایی داخل سالن و هنرهای رزمی | بازی‌های آسیایی داخل سالن و هنرهای رزمی |
| سال                                    | نتایج                                  | M                                      | W                                      | D                                      | L                                      | GF                                     | GA                                     | GD                                     | Points                                 |
| -------------------------------------- | -------------------------------------- | -------------------------------------- | -------------------------------------- | -------------------------------------- | -------------------------------------- | -------------------------------------- | -------------------------------------- | -------------------------------------- | -------------------------------------- |
| ۲۰۰۵                                   | شرکت نکرد                              | شرکت نکرد                              | شرکت نکرد                              | شرکت نکرد                              | شرکت نکرد                              | شرکت نکرد                              | شرکت نکرد                              | شرکت نکرد                              | شرکت نکرد                              |
| ۲۰۰۷                                   | مقام پنجم                              | ۵                                      | ۳                                      | ۰                                      | ۲                                      | ۵۶                                     | ۲۰                                     | +۳۶                                    | ۹                                      |
| ۲۰۰۹                                   | مقام چهارم                             | ۴                                      | ۲                                      | ۰                                      | ۲                                      | ۱۴                                     | ۱۰                                     | +۴                                     | ۶                                      |
| ۲۰۱۳                                   | نایب قهرمان                            | ۶                                      | ۵                                      | ۰                                      | ۱                                      | ۱۸                                     | ۳                                      | +۱۵                                    | ۱۵                                     |
| ۲۰۱۷                                   | مقام سوم                               | ۴                                      | ۲                                      | ۰                                      | ۲                                      | ۲۱                                     | ۶                                      | +۱۵                                    | ۶                                      |
| ۲۰۲۱                                   | to be determined                       | to be determined                       | to be determined                       | to be determined                       | to be determined                       | to be determined                       | to be determined                       | to be determined                       | to be determined                       |
| ۲۰۲۵                                   | to be determined                       | to be determined                       | to be determined                       | to be determined                       | to be determined                       | to be determined                       | to be determined                       | to be determined                       | to be determined                       |
| مجموع                                  | ۴/۵                                    | ۱۵                                     | ۱۰                                     | ۰                                      | ۵                                      | ۱۰۹                                    | ۳۹                                     | +۷۰                                    | ۳۶                                     |

### غرب آسیا
| West Asian Championship Record | West Asian Championship Record | West Asian Championship Record | West Asian Championship Record | West Asian Championship Record | West Asian Championship Record | West Asian Championship Record | West Asian Championship Record | West Asian Championship Record | West Asian Championship Record |                   |
| Year                           | Result                         | M                              | W                              | D                              | L                              | GF                             | GA                             | GD                             | Points                         |                   |
| ------------------------------ | ------------------------------ | ------------------------------ | ------------------------------ | ------------------------------ | ------------------------------ | ------------------------------ | ------------------------------ | ------------------------------ | ------------------------------ | ----------------- |
| 2008                           | Champions                      | ۵                              | ۵                              | ۰                              | ۰                              | ۴۹                             | ۱۲                             | +۳۷                            | ۱۵                             |                   |
| 2012                           | Champions                      | ۴                              | ۳                              | ۱                              | ۰                              | ۲۹                             | ۳                              | +۲۶                            | ۱۰                             |                   |
| 2022–onwards                   | Not a WAFF member              | Not a WAFF member              | Not a WAFF member              | Not a WAFF member              | Not a WAFF member              | Not a WAFF member              | Not a WAFF member              | Not a WAFF member              | Not a WAFF member              | Not a WAFF member |
| Total                          | ۲/۳                            | ۹                              | ۸                              | ۱                              | ۰                              | ۷۸                             | ۱۵                             | +۶۳                            | ۲۵                             |                   |

### جام کافا
| قهرمانی فوتسال زنان کافا | قهرمانی فوتسال زنان کافا | قهرمانی فوتسال زنان کافا | قهرمانی فوتسال زنان کافا | قهرمانی فوتسال زنان کافا | قهرمانی فوتسال زنان کافا | قهرمانی فوتسال زنان کافا | قهرمانی فوتسال زنان کافا | قهرمانی فوتسال زنان کافا | قهرمانی فوتسال زنان کافا |
| سال                      | نتایج                    | M                        | W                        | D                        | L                        | GF                       | GA                       | GD                       | Points                   |
| ------------------------ | ------------------------ | ------------------------ | ------------------------ | ------------------------ | ------------------------ | ------------------------ | ------------------------ | ------------------------ | ------------------------ |
| ۲۰۲۲                     | قهرمان                   | ۶                        | ۵                        | ۱                        | ۰                        | ۴۳                       | ۴                        | +۳۹                      | ۱۶                       |
| ۲۰۲۳                     | قهرمان                   | ۳                        | ۳                        | ۰                        | ۰                        | ۲۶                       | ۴                        | +۲۲                      | ۹                        |
| ۲۰۲۴                     | قهرمان                   |                          |                          |                          |                          |                          |                          |                          |                          |
| مجموع                    | ۲/۲                      | ۹                        | ۸                        | ۱                        | ۰                        | ۶۹                       | ۸                        | +۶۱                      | ۲۵                       |

### بازی‌های اسلامی بانوان
با توجه به اینکه فوتسال زنان قدمت چندانی در دنیا و ایران ندارد این رقابت‌ها اولین حضور نیمه رسمی فوتسال زنان در عرصه رقابت‌های ملی و بین‌المللی است.
| بازی‌های اسلامی بانوان | بازی‌های اسلامی بانوان | بازی‌های اسلامی بانوان | بازی‌های اسلامی بانوان | بازی‌های اسلامی بانوان | بازی‌های اسلامی بانوان | بازی‌های اسلامی بانوان | بازی‌های اسلامی بانوان | بازی‌های اسلامی بانوان | بازی‌های اسلامی بانوان |
| سال                   | نتایج                 | M                     | W                     | D                     | L                     | GF                    | GA                    | GD                    | امتیاز                |
| --------------------- | --------------------- | --------------------- | --------------------- | --------------------- | --------------------- | --------------------- | --------------------- | --------------------- | --------------------- |
| ۲۰۰۱                  | قهرمان                | ۳                     | ۳                     | ۰                     | ۰                     | ۵۹                    | ۱۰                    | +۴۹                   | ۹                     |
| ۲۰۰۵                  | قهرمان                | ۴                     | ۴                     | ۰                     | ۰                     | ۱۰۴                   | ۲                     | +۱۰۲                  | ۱۲                    |
| مجموع                 | ۲/۲                   | ۷                     | ۷                     | ۰                     | ۰                     | ۱۶۳                   | ۱۲                    | +۱۵۱                  | ۲۱                    |

#### ۲۰۰۱
1. ایران ۱۷–۸ آذربایجان (اولین بازی تاریخ تیم ملی فوتسال زنان ایران) ۵ آبان ۱۳۸۰
2. ایران - عراق (ایران بازی را برد ولی نتیجه بازی در منابع مشخص نشده است) ۶ آبان ۱۳۸۰
3. ایران ۳۶–۰ انگلستان (تیم منتخب انجمن اسلامی زنان انگلستان) ۷ آبان ۱۳۸۰

#### ۲۰۰۵
1. ایران ۳۲–۱ ترکمنستان ۲ مهر ۱۳۸۴
2. ایران ۴۳–۰ انگلیس ۳ مهر ۱۳۸۴ (تیم منتخب انجمن اسلامی زنان انگلستان)
3. ایران ۲۶–۱ عراق ۴ مهر ۱۳۸۴
4. ایران ۳–۰ ارمنستان ۵ مهر ۱۳۸۴ (با توجه به مسیحی بودن کشور ارمنستان این تیم به عنوان مهمان شرکت کرده بود یا اینکه بخشی از اقلیت مسلمان ساکن این کشور بودند)

### جام پیروزی
این رقابت‌ها با نام ویکتوری دی کاپ (Victory Day Cup) به صورت سالانه در روسیه برگزار می‌شود. آخرین بار سال ۲۰۱۹ برگزار شد که ایران با سه شکست چهارم شد. سال ۲۰۱۸ ایران حضور نداشت. از سال ۲۰۲۰ تا ۲۰۲۳ به دلیل پاندمی جهانی و جنگ در روسیه برگزار نشده است.
| Victory Day Cup Record | Victory Day Cup Record | Victory Day Cup Record | Victory Day Cup Record | Victory Day Cup Record | Victory Day Cup Record | Victory Day Cup Record | Victory Day Cup Record | Victory Day Cup Record | Victory Day Cup Record |
| Year                   | Round                  | Pld                    | W                      | D*                     | L                      | GS                     | GA                     | Dif                    | Pts                    |
| ---------------------- | ---------------------- | ---------------------- | ---------------------- | ---------------------- | ---------------------- | ---------------------- | ---------------------- | ---------------------- | ---------------------- |
| 2010                   | 4th place              | ۳                      | ۰                      | ۰                      | ۳                      | ۵                      | ۱۴                     | -۹                     | ۰                      |
| 2011                   | Did not enter          | –                      | –                      | –                      | –                      | –                      | –                      | –                      | –                      |
| 2012                   | 3rd place              | ۳                      | ۰                      | ۱                      | ۲                      | ۶                      | ۱۲                     | -۶                     | ۱                      |
| 2013                   | 4th place              | ۳                      | ۰                      | ۱                      | ۲                      | ۳                      | ۶                      | -۳                     | ۱                      |
| 2014                   | 3rd place              | ۳                      | ۱                      | ۰                      | ۲                      | ۵                      | ۴                      | +۱                     | ۳                      |
| 2015                   | 3rd place              | ۳                      | ۱                      | ۰                      | ۲                      | ۸                      | ۱۳                     | -۵                     | ۳                      |
| 2016                   | 3rd place              | ۳                      | ۱                      | ۰                      | ۲                      | ۲                      | ۱۰                     | -۸                     | ۳                      |
| 2017                   | 3rd place              | ۳                      | ۱                      | ۰                      | ۲                      | ۴                      | ۱۱                     | -۷                     | ۳                      |
| Total                  | ۷/۸                    | ۲۱                     | ۴                      | ۲                      | ۱۵                     | ۳۳                     | ۷۰                     | -۳۷                    | ۱۴                     |

منبع:
- http://old.futsalplanet.com/agenda/agenda-01.asp?id=20978
- http://www.futsalplanet.com/news.aspx?id=322&pa=42

### جام نوروز

#### ۲۰۲۳
اولین دوره در ایران با حضور ایران الف و ب و روسیه برگزار شد. تایلند انصراف داد.
منبع:
- http://futsalplanet.com/news.aspx?id=868